# Saint-Pierre-d'Eyraud
Saint-Pierre-d'Eyraud là một xã, nằm ở tỉnh Dordogne vùng Aquitaine của Pháp. Xã này có diện tích 26,16 kilômét vuông, dân số năm 2007 là 1613 người. Xã nằm ở khu vực có độ cao trung bình 20 m trên mực nước biển. 
Dân địa phương trong tiếng Pháp gọi là Pierrotins.

## Thông tin nhân khẩu
| Năm    | 1962  | 1968  | 1975  | 1982  | 1990  | 1999  | 2007  |
| ------ | ----- | ----- | ----- | ----- | ----- | ----- | ----- |
| Dân số | 1 396 | 1 358 | 1 294 | 1 366 | 1 476 | 1 480 | 1 613 |